# Pahoehoe

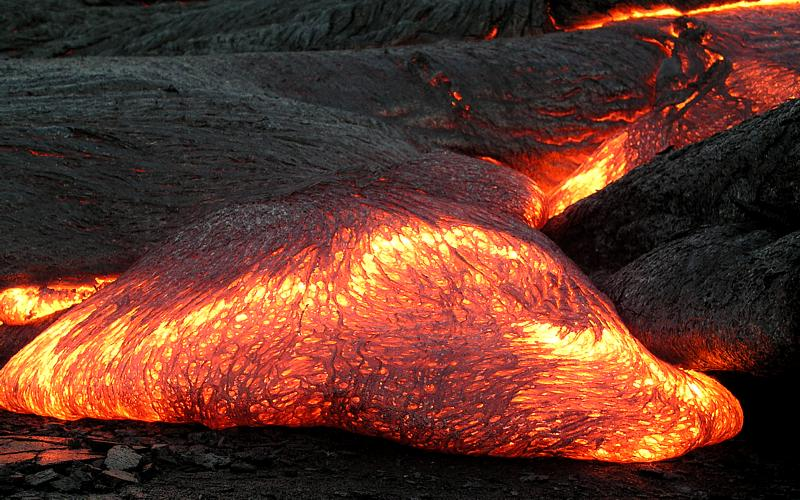
Pahoehoe

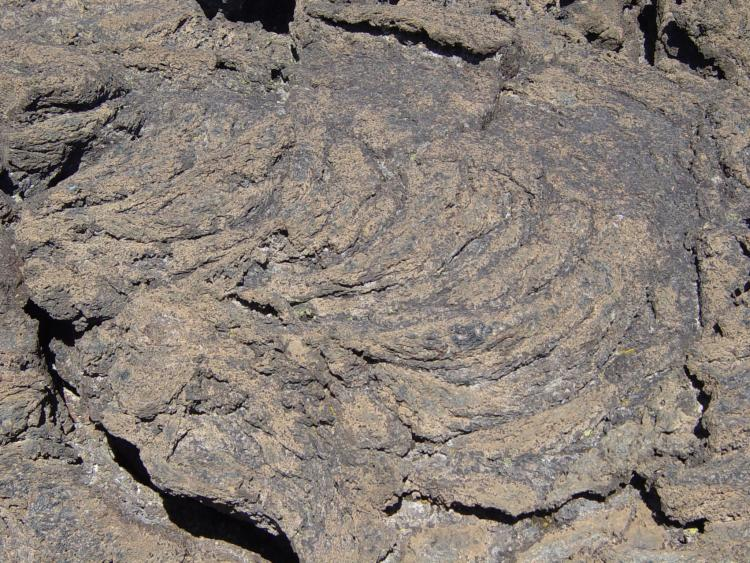
Uitgeharde pahoehoe

Pahoehoe of touwlava is een vorm van basaltische lava. De term "pahoehoe" is afkomstig uit het Hawaïaans en betekent zoveel als gladde lava. De benaming werd in de vulkanologie geïntroduceerd door de Amerikaanse geoloog Clarence Edward Dutton.

## Ontstaan
Bij snel afkoelende lava kan er zich een dunne verharde laag op de lavastroom vormen. Deze reeds gestolde laag is vaak hard genoeg om over te kunnen lopen, al kan dat riskant zijn. Als de lavastroom eronder verder blijft stromen, treedt aan de oppervlakte – als gevolg van de wrijving en relatief hoge viscositeit van de gesmolten basalt – een verrimpeling op. Deze rimpels geven pahoehoe de touw- tot golfachtige textuur. De textuur van het oppervlak kan echter sterk verschillen van uiterlijk en soms bizarre vormen aannemen.

## Eigenschappen
De temperatuur van vloeibare basaltische lava ligt op Aarde tussen de 1100 en 1200 °C. Door de gerimpelde textuur is er weinig weerkaatsing als geprobeerd wordt de lavastroom met behulp van radar te analyseren.